# Dirty Deeds Done Dirt Cheap (singolo)
Dirty Deeds Done Dirt Cheap è un singolo del gruppo musicale australiano AC/DC, pubblicato nel 1976.

## Tracce
Australia
1. Dirty Deeds Done Dirt Cheap – 4:07 (Young, Young, Scott)
2. R.I.P. (Rock in Peace) – 3:34 (Young, Young, Scott)

 Regno Unito
1. Dirty Deeds Done Dirt Cheap – 4:07 (Young, Young, Scott)
2. Big Balls – 2:38 (Young, Young, Scott)
3. The Jack (lato B) – 5:53

 Stati Uniti
1. Dirty Deeds Done Dirt Cheap – 4:07 (Young, Young, Scott)
2. Highway to Hell – 3:28 (Young, Young, Scott)

## Formazione
- Bon Scott - voce
- Angus Young - chitarra solista
- Malcolm Young - chitarra ritmica
- Mark Evans - basso
- Phil Rudd - batteria

## Classifiche
| Classifica             | Posizione Migliore |
| ---------------------- | ------------------ |
| RIANZ                  | 34                 |
| Official Singles Chart | 47                 |